# 千葉縣議會
千葉縣議會（日语：／ Chiba-ken Gikai）是日本千葉縣的地方立法機關，依據《地方自治法》設立，為一院制，由全縣選民選出議員組成，負責審議預算案、制定地方條例、監督縣政府施政及審議重大政策等職權。現設有95席，議員任期為四年，採中選區制選出。
議會開會地點設於千葉市中央區市場町1番1號的千葉縣議會棟（千葉県議会議事堂），該建築為縣政府總廳舍群之一，亦與縣知事辦公樓相鄰。
截至2023年日本統一地方選舉，自由民主黨為議會第一大黨，擁有44席，其次為立憲民主黨（15席）、公明黨（8席）等，另有一定比例無黨派議員。議會組成反映千葉縣內都市化與地區多元化特徵，席次分配依各選區人口調整。

## 歷史沿革
- 1878年7月22日 — 日本明治政府頒布「三新法」（包括《府縣會規則》等），創設包括千葉縣於內的統一府縣議會制度。 千葉縣議會依法成立，是縣域首個普選議會。[3][4]

- 1879年3月 — 千葉縣舉行首次議會會議及議員選舉，首屆議員選出48名代表到會。

- 1890年 — 伴隨府縣制改革，議會經制度化改組，選舉制度及職權等進一步明確。[5]

- 1947年4月17日 — 當《地方自治法》施行後，千葉縣議會從原府縣會轉型為現代地方議會，全面改組組織與選制機制。

- 近現代變遷 — 根據官方《千葉縣議會史》及政府資料，議會席次與選區多次調整，直至 2023 年仍維持 95 席配置，採中選區制選舉方式。

## 選區
千葉縣議會共設 95 席，議員由全縣 45 個選舉區選出，採中選區制（複數選區單記不可讓渡投票）
| 選區名稱                 | 席次 | 選區名稱                 | 席次 |
| ------------------------ | ---- | ------------------------ | ---- |
| 千葉市中央區             | 3    | 千葉市花見川區           | 3    |
| 千葉市稻毛區             | 2    | 千葉市若葉區             | 2    |
| 千葉市綠區               | 2    | 千葉市美濱區             | 2    |
| 銚子市・香取郡東莊町     | 2    | 市川市                   | 6    |
| 船橋市                   | 7    | 館山市                   | 1    |
| 木更津市                 | 2    | 松戶市                   | 7    |
| 野田市                   | 2    | 茂原市                   | 2    |
| 成田市                   | 2    | 佐倉市・印旛郡酒々井町   | 3    |
| 東金市                   | 1    | 旭市                     | 1    |
| 習志野市                 | 2    | 柏市                     | 5    |
| 勝浦市・いすみ市・夷隅郡 | 2    | 市原市                   | 4    |
| 流山市                   | 3    | 八千代市                 | 3    |
| 我孫子市                 | 2    | 鴨川市・南房総市・安房郡 | 2    |
| 鎌ケ谷市                 | 2    | 君津市                   | 2    |
| 富津市                   | 1    | 浦安市                   | 2    |
| 四街道市                 | 2    | 袖ケ浦市                 | 1    |
| 八街市                   | 1    | 印西市・印旛郡栄町       | 2    |
| 白井市                   | 1    | 富里市                   | 1    |
| 匝瑳市                   | 1    | 香取市・神崎町・多古町   | 2    |
| 山武市・山武郡           | 2    | 大網白里市               | 1    |

選區劃分依據市町村行政區域或其組合，具體席次由千葉縣官方依人口比例在每次選舉周期前調整。2023年沒有新增選區，選區結構保持穩定。

## 事件

### 推行議場秩序維護共識
因應議員在議場中出現遲到、早退、使用手機及看書等干擾秩序之行為，千葉縣議會運營委員會於2022年5月20日會議中通過新紀律共識，要求議員「預鈴響起即進入議場」、遲到早退須事前通報、禁止攜帶與議事無關的物品等，以回應社會批評並強化議會公信力。

### 議場天花板脫落事故
2023年3月1日的預算委員會審議過程中，議場中央上方天花板的一小塊石綿隔熱材料（約 5 × 11 cm，重約25 g）突然脫落。為確保安全，議員與縣職員於隔天戴上折疊式安全帽繼續會議，直至確認無進一步掉落風險為止。幸無人受傷。

### 議員涉行政暴力被罰與辭職
2023年6月30日，一名千葉縣村議（長生村議會議員）在公務執行時涉嫌在行駛的公務車輛內對一名女性職員施以暴行，造成對方輕微受傷。
法庭結果與後續：根據《每日新聞》報導，該議員因涉嫌傷害罪，被千葉地方法院處以罰金刑（數十萬日圓）。同日下午，該村議會通過議員辭職勸告決議，該議員隨即提出辭職，以應對社會輿論與維護議會形象。